# ابن ابی‌عون
ابواسحاق، ابراهیم بن ابی‌عون احمد بن منجّم شهرت‌یافته به ابنِ ابی‌عون (؟ -۹۳۴م) ادیب، زبان‌شناس و نویسنده عراقی بود. النواحی در اخبار سرزمین‌ها، الجوابات المسکته، التشبیهات، الدواوین، الرسائل، بیت مال السرور از آثار اوست. پس از اینکه راضی بالله از او خواست که از شلمغانی تبرا جوید، او را همراهش به صلیب کشید.